# Karel Rafael Ungar

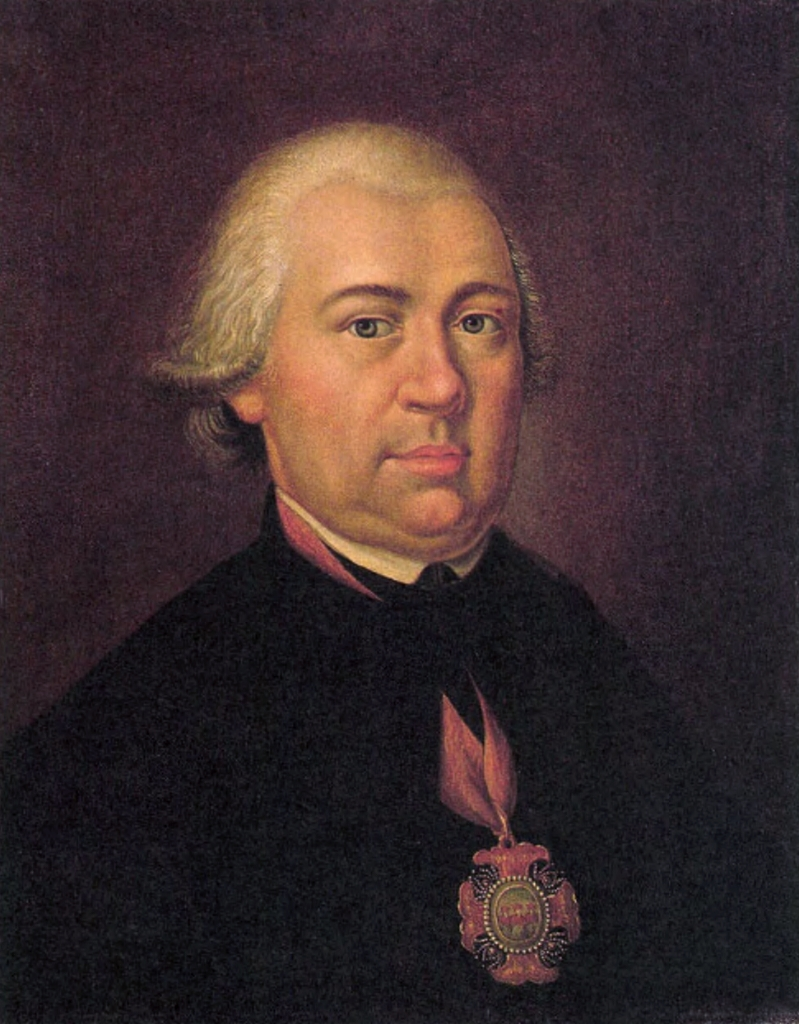
Karel Rafael Ungar

Karel Rafael Ungar (* 12. April 1744 in Saaz, Böhmen als Carl Christian Norbert Ungar; † 14. Juli 1807 in Prag) war ein katholischer Priester, Vordenker der Bewegung Nationale Wiedergeburt der Tschechen und Historiker.

## Leben
Karel Rafael Ungar wurde als Sohn des späteren Saazer Primators Karl Ungar und dessen Ehefrau Rosalia geb. Ulrich geboren. Ungar arbeitete zunächst als Verwalter der numismatischen Abteilung im Kloster der Prämonstratenser im Kloster Strahov. Seit 1773 lehrte er Philosophie, Naturwissenschaften, Mathematik und Theologie. 1780 ernannte man Ungar zum Verwalter der Bibliothek der Karls-Universität in Prag. Durch sein Verdienst wurde diese einzige öffentlich zugängliche Bibliothek Böhmens zu einem bedeutenden kulturellen Zentrum. Allein die Anzahl der Titel verdreifachte sich während seiner Tätigkeit. Die von ihm eingeführte Kategorisierung der Verzeichnisse wird noch heute angewandt. 1788 verließ er den Prämonstratenserorden und manifestierte damit sein Einverständnis mit den Josephinischen Reformen.

## Werke
Von den Vertretern der Nationalbewegung wurde vor allem sein Bemühen, alte böhmische Werke aufzuspüren, und seine Konzentration auf böhmische Literatur geschätzt. Er arbeitete eng mit Nikolaus Adaukt Voigt zusammen, setzte sich mit Dobrovský auseinander und publizierte das bisher in Latein veröffentlichte Werk von Bohuslav Balbín Bohemia docta (Učené Čechy - deutsch Gebildete Böhmen) in tschechischer Sprache. Von 1786 bis 1788 war er Dekan, in den Jahren 1789 bis 1790 Rektor der Universität. Als Mitglied der Königlichen böhmischen Gesellschaft der Wissenschaften schrieb er fünf Bücher über die Geschichte der böhmischen Kultur.